# Junge Bühne Mainz
Die Junge Bühne Mainz ist ein freies Theater in Mainz, das mit einem jungen Ensemble von Nachwuchsschauspielern pro Spielzeit mehrere Inszenierungen in den Sparten „Junges Schauspiel“ und „Kinder- und Jugendtheater“ produziert und präsentiert. Das freie Theater Junge Bühne Mainz ist aus der klassischen Theaterpädagogik hervorgegangen und zählt heute zu den freien Theaterbühnen im Rhein-Main-Gebiet. Das Repertoire beider Sparten umfasst klassische Theaterstücke ebenso wie selbstentwickelte Stücke.

## Geschichte
Die Wurzeln des freien Jugendtheaters Junge Bühne Mainz liegen in der ehemaligen Theater-Spiel-Werkstatt am hessischen Staatstheater Wiesbaden. Von 2006 bis 2008 wurden dort unter der Spielleitung der Theaterpädagogin Verena Gerlach die ersten kleinen Projekte im Rahmen theaterpädagogischer Workshops und Werkstatt-Arbeiten realisiert. Als sich die Theater-Spiel-Werkstatt des Wiesbadener Staatstheaters im Jahre 2008 auflöste, machte sich das damalige Ensemble von jugendlichen Darstellern zwischen 15 und 20 Jahren als sogenannte freie Gruppe selbstständig und nannte sich fortan Junge Bühne Mainz/Wiesbaden. In den ersten Jahren des Bestehens entstanden die Stücke im Rahmen von Workshops und Kursen, an denen theaterinteressierte Jugendliche zwischen 15 und 20 Jahren teilnahmen.
Das Ensemble erarbeitete neue Projekte, musste aber zunächst ohne feste Spielstätte auskommen, sodass die erarbeiteten Stücke zunächst an verschiedenen Spielorten in der hessischen Landeshauptstadt Wiesbaden sowie der in unmittelbarer Nachbarschaft gelegenen rheinland-pfälzischen Landeshauptstadt Mainz gezeigt wurden. Im Spätsommer 2009 wechselte das Ensemble schließlich komplett nach Mainz, wo sich der freien Theatergruppe im Kulturzentrum M8-Bühne (im Haus der Jugend Mainz) eine neue Spielstätte bot. Folglich nannte sich das Ensemble nur noch Junge Bühne Mainz. Die erste Premiere am neuen Spielort erfolgte im Juni 2010 mit dem selbstgeschriebenen Stück „Rette mich!“.

## Gegenwart
Die Junge Bühne Mainz hat sich unter einer neustrukturierten Leitung seit Anfang 2011 zu einem kleinen Repertoiretheater entwickelt, das sich auf Produktionen für Kinder, Jugendliche und junge Erwachsene spezialisiert hat. Eine weitere Zielgruppe bilden allgemein Theaterinteressierte aller Altersstufen.
Seit Januar 2011 ist der Schauspieler und Regisseur Philip Barth Künstlerischer und Regieführender Leiter sowie Gesellschafter der Junge Bühne Mainz GbR. Bis Ende der Saison 2017 war die Theaterpädagogin Verena Gerlach ebenfalls Gesellschafterin, zu Beginn der Saison 2018 trat die Schauspielerin und Ethnologin Nazife Ilhan deren Nachfolge als Gesellschafterin an. Der Spielplan und das Repertoire werden seit 2011 konsequent erweitert und ausgebaut. Die M8-Bühne im Haus der Jugend Mainz wurde per Kooperationsvertrag zur festen Heimstätte der Jungen Bühne Mainz. Von Dezember 2018 bis März 2022 wurden auch zusätzliche Gastspiele im KUZ Kulturzentrum Mainz gespielt.
Eine Spielzeit orientiert sich am Kalenderjahr. Außerdem wird seit 2011 eine konsequente Professionalisierung des Ensembles umgesetzt. Mittlerweile besteht das Ensemble aus Schauspielerinnen und Schauspielern der freien Kulturszene des Rhein-Main-Gebiets, Schauspielstudierenden der Schauspielschule Mainz sowie selten und ferner aus ambitionierten und spielerfahrenen Semi-Profis, die am freien Theater Junge Bühne Mainz die Möglichkeit haben, ihre professionellen Arbeitserfahrungen im Bereich des Theaterschauspiels zu sammeln und auszubauen. Auch die deutschen Jungschauspieler Carola Schnell und Tom Gramenz sammelten hier von 2011 bis 2013 ihre ersten professionellen Theatererfahrungen und gehörten darüber hinaus bis Sommer 2014 als Gäste dem Ensemble an.
Pro Spieljahr erarbeitet das Ensemble mehrere Produktionen in den Sparten „Schauspiel“ und „Kinder- und Jugendtheater“. Einen Schwerpunkt bilden zeitgenössische Inszenierungen von Klassikern sowie eigene Bühnenbearbeitungen von erzählerischen Stoffen. Ergänzend zu den Neuproduktionen werden auch Wiederaufnahmen bereits einstudierter Stücke sowie Kleinprojekte (Lesungen, Improvisationen) in den Spielplan einer Saison aufgenommen. Die Mitglieder des Ensembles sind nicht nur als Schauspieler aktiv, sondern übernehmen darüber hinaus auch weitere Aufgaben in den Bereichen Bühnenbild, Kostüme, Regieassistenz, Dramaturgie und Technik.
Die Junge Bühne Mainz ist Ordentliches Mitglied in der Internationalen Vereinigung der Theater für junges Publikum ASSITEJ und Unterzeichnerin der Rheinland-Pfälzischen Erklärung von „Die Vielen“.

### Produktionen (ab 2011; Auswahl)
- 2011: Helden! – Jugendstück von Verena Gerlach und Philip Barth
- 2011: Drachengasse 13 – Theateradaption der Jugendbuchreihe von Bernd Perplies und Christian Humberg (szenische Erstumsetzung!)
- 2012: Frühlings Erwachen – nach Motiven von Frank Wedekind; neue Spielfassung von Philip Barth
- 2012: Wie der kleine Löwe Kunibert das Brüllen lernte – Kinderstück von Philip Barth (Uraufführung)
- 2013: Woyzeck – nach Georg Büchner (Produktion zum Georg Büchner-Jahr 2013)
- 2013: Pinocchio – nach Carlo Collodi, Theaterfassung von Philip Barth
- 2013: Drachengasse 13 Teil 2 – Fortsetzung der Theateradaption der Jugendbuchreihe von Bernd Perplies und Christian Humberg (szenische Erstumsetzung)
- 2014: Hexennacht in Bondingor – Drachengasse 13 „Best Of“-Show mit Bernd Perplies und Christian Humberg
- 2014: Die Märchenküche – Schauspiel von Philip Barth für Kinder, Jugendliche und Erwachsene
- 2014: Das kunstseidene Mädchen – Schauspiel nach dem gleichnamigen Roman von Irmgard Keun
- 2015: Ein Sommernachtstraum – Schauspiel von William Shakespeare
- 2015: Das Dschungelbuch – Theaterstück nach Rudyard Kipling, Theaterfassung von Philip Barth
- 2016: Woyzeck – nach Georg Büchner (dramaturgisch weiterentwickelte Neueinstudierung der Inszenierung von 2013 in neuer Besetzung)[6]
- 2016: Der Sturm – Schauspiel von William Shakespeare
- 2016: Das zweite Dschungelbuch – Theaterstück nach der gleichnamigen Geschichtensammlung von Rudyard Kipling, Theaterfassung von Philip Barth
- 2017: Reigen – Schauspiel von Arthur Schnitzler
- 2017: Alice im Wunderland – Theaterstück nach Lewis Carroll, Theaterfassung von Philip Barth[7]
- 2018: Frühlings Erwachen – nach Motiven von Frank Wedekind (Neuinszenierung zum 100. Todesjahr von Frank Wedekind)[8]
- 2018: Die Räuber – Schauspiel von Friedrich Schiller[9]
- 2018: Aladin und die Wunderlampe – Theaterstück nach einem orientalischen Märchen, Theaterfassung von Philip Barth[10]
- 2019: Das Dschungelbuch – Theaterstück nach Rudyard Kipling (Neueinstudierung in neuer Besetzung für die neue Studiobühne im KUZ Mainz)[11]
- 2019: Kabale und Liebe – Schauspiel von Friedrich Schiller[12]
- 2019: Die kleine Meerjungfrau – Theaterstück nach dem Märchen von H.C. Andersen.[13]
- 2019: Macbeth – Schauspiel von William Shakespeare[14]
- 2020: Peter Pan – Theaterstück frei nach Motiven von J.M. Barrie[15]
- 2021: Der kleine Prinz – Theaterstück nach Antoine de Saint-Exupéry
- 2022: Der mutige Zinnsoldat & die Papiertänzerin – Theaterstück nach einem Märchen von H.C. Andersen[16]
- 2023: [Ur]Faust von und nach Johann Wolfgang von Goethe – Spielfassung von „Faust I“ unter Einbeziehung des Erstentwurfs „Urfaust“[17]
- 2023: Die Konferenz der Tiere – von Erich Kästner in einer Bühnenbearbeitung von Philip Barth[18]
- 2024: Draußen vor der Tür – Schauspiel von Wolfgang Borchert[19]
- 2024: Kristallpalast & Diamantschiff – von Philip Barth und Seda Demirok nach einem türkischen Märchen[20]
- 2025: Geschlossene Gesellschaft – Schauspiel von Jean-Paul Sartre[21]

### Gastspiele und Festivals
Zusätzliche Bekanntheit erlangte die Junge Bühne Mainz seit 2011 auch durch Auftritte auf regionalen Kulturmessen und durch mehrere Gastspiele am „mainzer forum theater unterhaus“. Ferner gastierte die Junge Bühne Mainz seit 2014 u. a. in der rheinland-pfälzischen Ortsgemeinde Klein-Winternheim sowie mehrfach in Ingelheim am Rhein. In den Jahren 2017 und 2019 war das Schauspielensemble der Jungen Bühne Mainz mit hauseigenen Inszenierungen zur renommierten Mainzer Kunst-Biennale „3x klingeln“ eingeladen.
Seit 2012 nimmt die Junge Bühne Mainz auch mit hauseigenen Produktionen am traditionsreichen Mainzer Kinder-Theater-Festival teil und durfte dieses bereits mehrfach eröffnen. Seit 2017 lädt die Junge Bühne Mainz zudem auch externe Produktionen als Beiträge zum Mainzer Kinder-Theater-Festival ein: So waren z. B. ergänzend zu den hauseigenen Programmbeiträgen bereits Produktionen des Theaters Zuckerbrot und Pfeffer aus Berlin und von der Schauspielschule Mainz zu sehen.
Seit der Saison 2016 realisiert und präsentiert das freie Theater Junge Bühne Mainz jährlich im Juni ein eigenes Schauspielfestival unter dem Titel „PopUp – Theatertage für Junges Schauspiel“. Die erste Ausgabe fand vom 03. bis 10. Juni 2016 statt und präsentierte – passend zum Shakespeare-Jahr – vor allem Inszenierungen von Shakespeare-Werken. Die Autoren Franz Kafka und Georg Büchner waren jedoch ebenfalls mit Stücken im Spielplan vertreten. Die zweite Ausgabe der „PopUp – Theatertage für Junges Schauspiel“ fand vom 12. bis 18. Juni 2017 unter dem programmatischen Motto „mensch[en] [ge]macht“ statt. 2018 lief die dritte und bislang erfolgreichste Auflage des Festivals vom 3. bis 12. Juni 2018 unter dem Motto „Mauern – Brücken – Grenzen“. Konzeptionell handelt es sich bei „PopUp“ um ein Repertoire-Festival. Neben aktuellen und wiederaufgenommenen Inszenierungen des Theaters Junge Bühne Mainz werden jedes Jahr auch exklusive Gastspiele anderer Theater eingeladen – so waren u. a. bereits Schauspieler Finn Hanssen vom Theater BüchnerBühne Riedstadt, das Theater Mienenspiel, die Schauspielschule Mainz und Schauspieler Lennart Lemster vom Theater KielerGruppe oder auch das Hessische Landestheater Marburg mit jeweils eigenen Produktionen zu Gast im Festival-Programm der „PopUp – Theatertage für Junges Schauspiel“.
Die Produktionen des freien Theaters Junge Bühne Mainz können für Gastspiele gebucht werden.

### Theater und Bildung
Das freie Theater Junge Bühne Mainz bietet sowohl in der Sparte „Schauspiel“ als auch im „Kinder- und Jugendtheater“ einen programmatischen Begleitservice für Schulklassen, Kurse und Gruppen an. Alle Produktionen werden empfohlenen Altersstufen zugeordnet. Zu den einzelnen Inszenierungen werden Einführungen kurz vor der jeweiligen Vorstellung angeboten, die etwa die gewählte Regiehandschrift sowie realisierte Interpretationsansätze näher erläutern. In Nachgesprächen nach den Vorstellungen haben Schulklassen und Kurse sowie weitere interessierte Zuschauer die Möglichkeit, mit den Mitwirkenden der jeweiligen Produktion über das Gesehene zu diskutieren.
Die Schauspielproduktion „Die Räuber“ von Friedrich Schiller (Inszenierung: Philip Barth) ist Gegenstand des 2019 bei der MedienLB erschienenen Lehr- und Bildungsfilms „Schillers Räuber – Ein Drama des Sturm und Drang“ und dient hier mit zahlreichen Szenenausschnitten als Beispiel für die zeitgenössische Bühneninterpretation des Klassikers.
Mit theaterpädagogischen Begleitprogrammen und Workshops für Kinder und Jugendliche war das freie Theater Junge Bühne Mainz seit 2012 bereits mehrfach in die Schulferienbetreuung am Kinder-, Jugend- und Kulturzentrum Haus der Jugend Mainz eingebunden. In der Spielzeit 2013 wurde im Rahmen eines Theaterworkshops mit Jugendlichen zwischen 13 und 17 Jahren ein szenisches Projekt zum Thema „Kein Raum für Missbrauch!“ anlässlich des Weltkindertags in Mainz entwickelt und aufgeführt.

### Auszeichnungen
2012: Im September 2012 gastierte die Junge Bühne Mainz mit „Frühlings Erwachen“ am „mainzer forum theater unterhaus“. Dieses Gastspiel wurde vom Kultursommer Rheinland-Pfalz offiziell gefördert.
2017: Die Schauspielproduktion „Reigen“ von Arthur Schnitzler in der Inszenierung von Philip Barth wurde 2017 zur Kunstbiennale „3x klingeln!“ eingeladen.
2018: Aufnahme der Schauspielproduktion „Reigen“ von Arthur Schnitzler in der Inszenierung von Philip Barth in das Arthur-Schnitzler-Archiv Freiburg im Breisgau

### Finanzierung
Die Junge Bühne Mainz ist ein freies Kleintheater und erhält keine ganzjährige institutionelle Förderung oder Subventionen. Der gesamte Produktions- und Spielbetrieb finanziert sich vollständig aus den Eintrittsgeldern sowie gegebenenfalls produktionsbezogenen Spenden und Sponsoren-Geldern. Während der COVID-19-Pandemie und den mit dieser einhergehenden Lockdowns – inklusive der Untersagung von Live-Veranstaltungen – erhielt die Junge Bühne Mainz sogenannte Soforthilfen des Landes Rheinland-Pfalz und der Stadt Mainz. Das Frühjahrsprogramm 2023 erhält in Teilen eine Bundesförderung aus dem Programm „Neustart Kultur“.